# Еманюел Арсан
Марят Роле-Андриан (на френски: Marayat Rollet-Andriane) е френска актриса и писателка от тайландски произход, автор на произведения еротичен любовен роман, най-известна с героинята си Емануела. Пише под псевдонима Еманюел Арсан (на френски: Emmanuel Arsan), за който се счита, че е общ със съпруга ѝ Луи-Жак Роле-Андриан.

## Биография и творчество
Марят Роле-Андриан, с рождено име Марят Бибит, е родена на 19 януари 1932 г. в Банкок, Тайланд, аристократично тайско семейство свързано с кралската фамилия. Израства в богатия квартал на Банкок. След завършване на основното си образование е изпратена в престижния интернат „Институт Льо Роузи“ в Роле, Швейцария, където се преподава на френски и английски език. През 1948 г. на бал среща бъдещия си съпруг, 30-годишния френски дипломат Луи-Жак Роле-Андриан. Сред дипломирането ѝ се женят през 1956 г., а след това се преместват в Тайланд, където съпругът ѝ заема дипломатически пост в мисията на ЮНЕСКО в Банкок, после в СЕАТО.
В ограниченото общество на дипломати, шпиони, плейбои и техните съпруги и приятели, двойката бързо добива популярност с хедонистичната си философия на отворен брак. Там те се срещат с италианския принц Александро Русполи, чиито разбирания за секса имат дълбоко влияние върху Мараят и Луи-Жак. През 1963 г. Луи-Жак е преместен в Италия и в пет години двойката живее във Венеция и Рим, където отново се срещала с Русполи. В периода 1968 – 1980 г. двойката живее в Париж и Банкок.
Първият ѝ квази-автобиографичен роман „Емануела“ от едноименната поредица е издаден и разпространяван нелегално през 1959 г. Главната героиня Емануела е скучаеща съпруга на френски дипломат в Банкок и се занимава с изследване на собствената си сексуалност при различни обстоятелства. Първоначално книгата е иадена без име на автор, а от 1967 г. с псевдонима Еманюел Арсан. По-късно е обявено, че автор е Марят Роле-Андриан, доста по-късно се появяват твърдения, че истинският автор е нейният съпруг, или че те пишат в съавторство.
Книгата е екранизирана през 1974 г. в едноименния много успешен и популярен култов филм с участието на Силвия Кристел, последван през 1975 г. от продължението „Емануела 2“. След успеха на филмите Луи-Жак и Роберто Пиацоли режисират филма „Лор“ за сексуалните открития на по-младата „Емануела“, Лора, на екзотичен остров.
Самата Марят участва в малки роли в няколко филма. Става приятелка и модел на известния художник и фотограф Пиер Молинер.
В периода 1974 – 1976 г., заедно със съпруга си, публикуват разкази и фотографии в еротичното списание „Еманюел, списание за удоволствие“.
В началото на 80-те години семейството се установява в малкия град Калас в Южна Франция. Изграждат в горска местност едноетажна къща наречена „Chantelouve d'Emanuelle“. В нея Луи-Жак продължава да пише и да отговаря на феновете като Еманюел Арсан, подпомаган от секретарката си Нитя Фенкун.
През 2001 г. Марят се разболява от рядката болест „системна склеродермия“, която води до гангрена на краката ѝ и те са ампутирани над коляното.
Марят Роле-Андриан умира от рак на жлъчката на 12 юни 2005 г. в Шантлув, Франция. Съпругът ѝ умира три години по-късно. За наследник е обявена Нитя Фенкун, която се връща в Тайланд и продава вилата.

## Произведения

### Серия „Емануела“ (Emmanuelle)
- Emmanuelle (1959) – нелегално издание
Емануела, изд. „Сибия“ (1990), прев. Емилия Николова
- Emmanuelle L'anti-vierge (1960) – нелегално издание
Антидевственицата, изд. „Кибеа“ (1992), прев. Емилия Николова
Емануела. Антидевственицата, изд.: ИК „Труд“, София (2013), прев. Емилия Николова
- Emmanuelle – La leçon d'homme (1967)
Емануела. Урок за мъжа, изд.: ИК „Труд“, София (2013), прев. Танка Дашева
- Emmanuelle à Rome (1971) – с псевдоним Би Ван Клийф
- Mon „Emmanuelle“, leur pape, et mon Éros (1974)
- Les Enfants d'Emmanuelle (1975)
- Toute Emmanuelle (1978)
Истинската Емануела: Вместо автобиография, изд. „Кибеа“ (1993), прев. Емилия Николова
- Les Soleils d'Emmanuelle (1988)

### Самостоятелни романи
- Nouvelles de l'érosphère (1969)
- L'Hypothèse d'Éros (1974)
- Laure (1976)
- Néa (1976
- Vanna (1979)
- Sainte louve (1983)
- Les Débuts dans la vie (1989)
- Valadié (1989)
- Chargée de mission (1991)
- Bonheur (1993)
- Aurélie (1994)
- La Siamoise nue (2003)
- Bonheur 2 (2008)

### Екранизации
частично представяне
- 1974 Емануела, Emmanuelle
- 1975 Емануела 2, Emmanuelle: L'antivierge – по „Антидевственицата“
- 1976 Laure
- 1976 Néa
- 1977 Goodbye Emmanuelle – характер на героинята
- 1984 Емануела IV, Emmanuelle IV
- 1993 La revanche d'Emmanuelle
- 1993 L'amour d'Emmanuelle

има много още филми по характера на героинята

## Филмография
- „Песъчинки“, The Sand Pebbles (1966)
- The Big Valley (1967) – в епизода „Turn of a Card“
- Laure (1976)